# Omar Naim
Pour les articles homonymes, voir Naim.
Omar Naim, est un réalisateur, scénariste et producteur libanais, né le 27 septembre 1977 à Amman (Jordanie).

## Biographie
Omar Naim est né d'un père journaliste et d'une mère actrice.

## Filmographie
| Année | Titre                                         | Réalisateur        | Scénariste | Producteur | Dir. photo       | Monteur |
| ----- | --------------------------------------------- | ------------------ | ---------- | ---------- | ---------------- | ------- |
| 1998  | Mô, hitori ja nai                             |                    |            |            | ✔️               |         |
| 1999  | When Simon Sleeps                             | ✔️                 |            |            |                  | ✔️      |
| 1999  | Grand Theater: A Tale of Beirut, documentaire | ✔️                 |            | ✔️         |                  | ✔️      |
| 2000  | Venus DeMento                                 |                    |            |            | ✔️               |         |
| 2000  | Real Things                                   |                    |            |            | · (co-directeur) |         |
| 2004  | Final Cut                                     | ✔️                 | ✔️         |            |                  |         |
| 2009  | Stand Up: Muslim-American Comics Come of Age  | · (co-réalisateur) |            |            |                  |         |
| 2010  | Dead Awake                                    | ✔️                 |            |            |                  |         |
| 2020  | Becoming                                      | ✔️                 | ✔️         |            |                  |         |